# Deir el-Bersha
Deir el-Bersha è un villaggio copto del Medio Egitto. Si trova sulla riva orientale del Nilo nel Governatorato di Minya, a sud di Antinopoli e quasi di fronte alla città di Mallawi.

## Descrizione
Durante il Medio Regno fu il principale cimitero dei governatori ("nomarchi") del XV nomo dell'Alto Egitto, e risale alla XI e XII dinastia egizia. La più spettacolare delle tombe è quella del Grande Signore del nomos della Lepre (il XV, appunto, con capitale Ermopoli) chiamato Djehutihotep. Egli visse durante i regni di Amenemhat II, Sesostri II e Sesostri III. Nella primavera del 1915, il Museum of Fine Arts dell'Università di Harvard, Boston, organizzò una spedizione di scavi a Bersha. Fu scavata una tomba (chiamata 10A) appartenente ad uno dei primi nomarchi del Medio Regno, Djehutynakht. La tomba era stata saccheggiata, ma furono recuperati numerosi oggetti in legno rappresentanti scene di vita quotidiana e barche. La tomba conteneva anche le straordinarie bare dipinte di Djehutynakht e della moglie. I beni funerari fanno ora parte della collezione del Museum of Fine Arts (Boston).
La necropoli di Deir al-Barsha si trova nella valle del Nilo, vicino alla città di Minya, 225 km a sud di Il Cairo.
Nel 2007 fu scoperta la tomba di un cortigiano egizio. Apparteneva ad un certo Henu, gestore delle proprietà immobiliari ed alto ufficiale durante il primo periodo intermedio, vissuto attorno al 2100 a.C., un periodo di sommosse politiche in Egitto. Gli archeologi trovarono la mummia di Henu avvolta nel lino in una grande bara di legno, ed un sarcofago decorato con testi geroglifici rivolti agli dei Anubi e Osiride. Secondo quanto dissero i media egizi, la tomba conteneva statuette in legno dipinto ottimamente conservate, raffiguranti operai nell'atto di fabbricare mattoni, donne che producono birra e cereali pestati, ed un modello di barca con i rematori.